# Эспинола, Карлос Маурисио
Карлос Маурисио Эспинола Лоренцо (исп. Carlos Mauricio Espínola Lorenzo, 5 октября 1971) — аргентинский яхтсмен, обладатель четырёх олимпийских медалей. Мэр города Корриентес в 2009—2013 годах.

## Карьера
Карлос Эспинола родился в Корриентесе в 1971 году и там же начал заниматься парусным спортом. Первым успехом в карьере для него стали Панамериканские игры 1991 года в Гаване, где он завоевал серебро в соревнованиях в виндсерфинге (класс «Мистраль»).
В 1992 году дебютировал на Олимпийских играх, где занял 24-е место в виндсёрфинге. На тех же Играх выступила и младшая сестра Карлоса Мария (род. 1974), занявшая в той же дисциплине 18-е место.
На Панамериканских играх 1995 года выиграл золотую медаль и в качестве одного из фаворитов подошёл к Олимпиаде в Атланте. Там в упорной борьбе с легендарным греком Какламанакисом Эспинола завоевал серебряную медаль.
Через четыре года, на Олимпиаде в Сиднее аргентинец вновь завоевал серебро, уступив только австрийцу Кристофу Зиберу. После этих Игр Эспинола принял решение сменить вид парусного спорта и перешёл из виндсёрфинга в класс «Торнадо».
В новом классе выиграл бронзу чемпионата мира 2003 года и стал чемпионом мира в 2004 году. Тогда же на Олимпийских играх в паре с Сантьяго Ланхе завоевал бронзовую медаль. На Олимпиаде в Афинах Эспинола стал первым аргентинцем, которому была дважды доверена честь нести флаг Аргентины на церемонии открытия Игр.
Последними в карьере Эспинолы Олимпийскими играми стали Игры в Пекине. Несмотря на четыре первых прихода в серии гонок, аргентинский экипаж вновь стал бронзовым призёром.
После завершения спортивной карьеры Карлос Эспинола занялся политикой. в 2009 года был избран мэром родного города Корриентес и занимал эту должность до 2013 года, когда проиграл очередные выборы. В 2015 году был выбран в Сенат Аргентины.